# Trentepohlia nigricolor
Trentepohlia nigricolor är en tvåvingeart som beskrevs av Alexander 1921. Trentepohlia nigricolor ingår i släktet Trentepohlia och familjen småharkrankar.
Artens utbredningsområde är Kamerun. Inga underarter finns listade i Catalogue of Life.